# Diogenichthys atlanticus
Diogenichthys atlanticus és una espècie de peix de la família dels mictòfids i de l'ordre dels mictofiformes.

## Morfologia
- Els mascles poden assolir 2,9 cm de longitud total.[5][6]

## Reproducció
És ovípar amb larves i ous planctònics.

## Depredadors
És depredat per Pseudopentaceros wheeleri, Beryx splendens (Rússia) i Stenella longirostris (les Filipines).

## Hàbitat
És un peix marí i d'aigües profundes que viu entre 0-1.050 m de fondària.

## Distribució geogràfica
Es troba a l'Atlàntic (entre 50°N i 48°S), l'oest de l'Índic (22°S-45°S), el Pacífic (35°N-25°S) i el Mar de la Xina Meridional.